# Поллард, Джим
Джеймс Клиффорд «Джим» Поллард (англ. James Clifford "Jim" Pollard; 9 июля 1922, Окленд, Калифорния, США — 22 января 1993, Стоктон, Калифорния, США) — американский профессиональный баскетболист и тренер. В составе «Миннеаполис Лейкерс» последовательно в течение всего трёх лет становился чемпионом НБЛ, БАА и НБА, которая образовалась в результате слияния первых двух лиг (всего у него шесть титулов). Чемпион NCAA в сезоне 1941/1942 годов в составе команды «Стэнфорд Индианс». Член Зала славы баскетбола с 1978 года.

## Биография
Поллард выступал за баскетбольную команду Стэнфордского университета и был одним из ключевых игроков чемпионского состава 1942 года, когда Стэнфорд выиграл чемпионат NCAA. Однако из-за болезни Джеймс вынужден был пропустить финальную игру. Во время Второй мировой войны Поллард выступал за различные военные баскетбольные команды, игравшие от Аламиды до Гонолулу. По окончании войны он выступал за команды «Сан-Диего Донс» и «Окленд Биттнерс». В НБА Поллард считался одним из лучших форвардов своего времени и был известен способностью к прыжкам. Во время тренировок Джим часто делал слэм-данки с линии штрафных бросков за что получил прозвище «The Kangaroo Kid».
В «Миннеаполис Лейкерс» Поллард выступал вместе с Джорджем Майкеном и Верном Миккелсеном и они считались лучшей атакующей связкой в истории баскетбола. Вместе с командой Поллард 5 раз становился чемпионом НБА.
В 1955 году Поллард завершил игровую карьеру и с 1955 по 1958 год руководил командой университета Ла Салля. В 1960 году он руководил «Миннеаполис Лейкерс», с 1961 по 1962 год — «Чикаго Пэкерс», с 1967 по 1968 год — «Миннесота Маскис» в с 1968 по 1969 год — «Майами Флоридианс» из Американской баскетбольной ассоциации.
В 1978 году Поллард был избран в Зал славы баскетбола. Он также включён в Зал славы Бэй Ареи, Зал славы Стэнфорда и в Зал чести Pac-10.

## Статистика

### Статистика в НБА
| Сезон                                                                                    | Команда     | Регулярный сезон | Регулярный сезон | Регулярный сезон | Регулярный сезон | Регулярный сезон | Регулярный сезон | Регулярный сезон | Регулярный сезон | Регулярный сезон | Регулярный сезон | Регулярный сезон | Серия плей-офф | Серия плей-офф | Серия плей-офф | Серия плей-офф | Серия плей-офф | Серия плей-офф | Серия плей-офф | Серия плей-офф | Серия плей-офф | Серия плей-офф | Серия плей-офф |
| Сезон                                                                                    | Команда     | GP               | GS               | MPG              | FG%              | 3P%              | FT%              | RPG              | APG              | SPG              | BPG              | PPG              | GP             | GS             | MPG            | FG%            | 3P%            | FT%            | RPG            | APG            | SPG            | BPG            | PPG            |
| ---------------------------------------------------------------------------------------- | ----------- | ---------------- | ---------------- | ---------------- | ---------------- | ---------------- | ---------------- | ---------------- | ---------------- | ---------------- | ---------------- | ---------------- | -------------- | -------------- | -------------- | -------------- | -------------- | -------------- | -------------- | -------------- | -------------- | -------------- | -------------- |
| 1948/49                                                                                  | Миннеаполис | 53               |                  |                  | 39,6             |                  | 68,7             | 0,0              | 2,7              |                  |                  | 14,8             | 10             |                |                | 29,3           |                | 71,0           | 0,0            | 3,9            |                |                | 13,0           |
| 1949/50                                                                                  | Миннеаполис | 66               |                  |                  | 34,6             |                  | 76,4             | 0,0              | 3,8              |                  |                  | 14,7             | 12             |                |                | 28,6           |                | 71,0           | 0,0            | 4,7            |                |                | 12,0           |
| 1950/51                                                                                  | Миннеаполис | 54               |                  |                  | 35,2             |                  | 75,0             | 9,0              | 3,4              |                  |                  | 11,6             | 7              |                |                | 32,4           |                | 83,3           | 8,9            | 3,9            |                |                | 13,6           |
| 1951/52                                                                                  | Миннеаполис | 65               |                  | 39,2             | 35,6             |                  | 70,4             | 9,1              | 3,6              |                  |                  | 15,5             | 11             |                | 42,6           | 40,5           |                | 74,0           | 6,5            | 3,0            |                |                | 16,1           |
| 1952/53                                                                                  | Миннеаполис | 66               |                  | 36,4             | 35,7             |                  | 76,9             | 6,8              | 3,5              |                  |                  | 13,0             | 12             |                | 37,9           | 37,1           |                | 77,4           | 7,2            | 4,1            |                |                | 14,3           |
| 1953/54                                                                                  | Миннеаполис | 71               |                  | 35,0             | 37,0             |                  | 77,8             | 7,0              | 3,0              |                  |                  | 11,7             | 13             |                | 41,8           | 36,1           |                | 80,0           | 8,5            | 3,2            |                |                | 12,3           |
| 1954/55                                                                                  | Миннеаполис | 63               |                  | 31,1             | 35,4             |                  | 81,2             | 7,3              | 2,5              |                  |                  | 10,8             | 7              |                | 36,7           | 31,7           |                | 71,7           | 11,1           | 2,0            |                |                | 14,1           |
|                                                                                          | Всего       | 438              |                  | 35,4             | 36,0             |                  | 75,0             | 5,7              | 3,2              |                  |                  | 13,2             | 72             |                | 40,1           | 33,9           |                | 75,0           | 5,7            | 3,6            |                |                | 13,6           |
| Наведите курсор мыши на аббревиатуры в заголовке таблицы, чтобы прочесть их расшифровку. |             |                  |                  |                  |                  |                  |                  |                  |                  |                  |                  |                  |                |                |                |                |                |                |                |                |                |                |                |

### Статистика в NCAA
| Сезон | Команда  | Conf  | Class | GP | GS | MPG | FG% | 3P% | FT%  | RPG | APG | SPG | BPG | PPG  |
| --- | -------- | ----- | ----- | -- | -- | --- | --- | --- | ---- | --- | --- | --- | --- | ---- |
| 1941/42 | Стэнфорд |       |       | 23 |    |     |     |     | 72,9 |     |     |     |     | 10,5 |
| Всего | Всего    | Всего | Всего | 23 |    |     |     |     | 72,9 |     |     |     |     | 10,5 |
| Наведите курсор мыши на аббревиатуры в заголовке таблицы, чтобы прочесть их расшифровку Статистика приведена с сайта sports-reference.com |          |       |       |    |    |     |     |     |      |     |     |     |     |      |